# Елена Цветкова
Елена Георгиева Цветкова по баща Чуранова е българска просветна деятелка от Македония.

## Биография
Родена е в 1891 година в битолското село Смилево, Османската империя в семейството на революционера Георги Чуранов. Сестра е на Козма Георгиев. В 1910 година завършва с XIX випуск Солунската българска девическа гимназия. В 1916 година завършва славянска филология и литература в Софийския университет. Дълги години е гимназиална учителка по български език и литература. Преподава в Първомай, Асеновград, Свищов, Стара Загора, Враца и София. Женена е за историка Андрей Цветков и тяхна дъщеря е историчката Бистра Цветкова.
Умира в 1971 година.